# 安座間美優
安座間 美優（あざま みゅう、1986年12月26日 - ）は、日本のファッションモデル。
広島県生まれ、沖縄県育ち。法政大学キャリアデザイン学部卒業。イリューム所属。2007年から継続してきた『CanCam』の専属モデル活動のほか、女優活動なども著名。“みゅうみゅう”や“みゅうちゃん”などの愛称がある。

## 来歴
小学4年から中学2年まで沖縄アクターズスクールに在籍、歌唱・ダンスレッスンを受け、高校2年に東京へ移りモデル活動を開始する。
2002年、女子中高生向けファッション雑誌『SEVENTEEN』のオーディションで「ミスセブンティーン2002」に選ばれ、同誌の専属モデルとなる。
2003年に、テレビドラマ『美少女戦士セーラームーン』に出演、2006年『non-no』専属モデル、翌2007年には『CanCam』専属モデルとなる。
2011年、NHK期間限定キャンペーン「ガンバレ。ルーキー！」イメージキャラクターに起用される。2014年『CanCam』卒業、『AneCan』専属モデルに抜擢、心機一転、10年ぶりにショートヘアにした。
2008年から2011年の3年間、日本テレビ『ズームイン!!サタデー』にお天気キャスターとして出演、珍コーナー「ウォーキング天気」などをこなした。『CanCam』専属モデルを担いつつ、TBSニュースバードで2012年7月始動『ニュースクリア』にキャスターとして出演開始。初のニュースキャスター経験となる。
2019年3月13日、初写真集『Mew』（ワニブックス）を発売。
2021年1月6日、所属事務所パールを退社し、インセントグループのイリュームに移籍したことを発表した。
2023年9月18日、結婚したことを自身のInstagramを通じて報告した。
2025年6月24日、第1子男児出産を報告した。

## 人物
- 人見知りする性格だと語っている[19]。自他共に認める真面目な女性[20]。
- 書道の段保有者で[21]8段とされている[22]。結婚報告の際にも直筆の報告文を投稿している[16]。
- ジム通いし[23]、食生活に気を付け、心身の健康・美容意識が高い[24]。
- ネイル、マニキュアが趣味[25][26]。
- 『美少女戦士セーラームーン』の共演者である、北川景子、泉里香、小松彩夏、沢井美優とは、長年互いの誕生日に集合、SNSに仲睦まじくアップするのが、恒例行事となっている[27]。他モデルではファッション誌『Seventeen』時代の共演者で、一時期タイ王国に在住した紺野ゆりと仲が良く、泉里香とタイを訪問したほどである[28]。

## 出演

### カタログ・ネット通販
- RAPTY（2007年 春号、ムトウ）
- ディズニーファンタジーショップ カタログ（2007年 春夏号、ベルメゾン）
- RyuRyu
- IMAGE
- マルイ
- FABIA[29]
- GROW
- LUAR
- STYLEST(スタイレスト) [30]

### CM
- 任天堂ポケットカメラ（1998年）[31]
- 日本トランスオーシャン航空（イメージガール、2007年）
- W64SA（京セラ、2008年）共/高橋メアリージュン[32]
- サントリー ジョッキのみごたえ辛口〈生〉（2010年2月4日 - ）※陸守絵麻と共に木曜日のCMに出演
- 三井住友フィナンシャルグループ「THE VALUE is PERSON」ナビゲーター（2010年2月6日-3月27日）※「ズームイン!!サタデー」内で放送
- 興和 コルゲンコーワ鼻炎ジェルカプセル（2010年2月10日-）
- AOKI レディースcancam360℃anペキスーツ（2012年）
- ABC-MART「VANS ミニボアブーツ」 （2013年）

### 音楽PV
- 「大切な思い出」（えちうら）
- 「アオゾラペダル」（嵐）
- 「YAY」(moumoon) 共/舞川あいく、山本美月、土屋巴瑞季[33]

### ランウェイ
ランウェイは便宜上、SPRING/SUMMER→S/S、AUTUMN/WINTER→A/Wとする。
- 第4回東京ガールズコレクション 2007 Spring/Summer
- 札幌コレクション2010[34]
- Girls Award
- 東北ドリームコレクション(TDC)2014[35] 他
- 東京ランウェイ 2014S/S（TOKYO RUNWAY）[36]
- 東京ランウェイ 2014A/W（TOKYO RUNWAY）[37] 他
- 琉球アジアコレクション 2015 [38]
- 神戸コレクション 2017S/S [39] 他
- 福岡アジアコレクション(FACo)2017[40] 他

### バラエティ・情報番組
- オモ☆さん（2007年4月 - 9月、テレビ朝日）
- ズームイン!!サタデー（2008年10月 - 2011年9月、日本テレビ） - お天気と「アニ★スタ」のコーナー担当
- ブロサー（2012年4月24日 - 9月25日、テレビ朝日）[41]
- TBSニュースバード「ニュースクリア」（2012年7月 - 2013年、TBS）
- みんなで選ぶとっておき!オーストラリア〜BEST10 第4回（ウルル編）（2013年5月18日、BS朝日）[42]
- ミミアリメアリー（2015年4月 - 2016年3月、沖縄テレビ）
- セーラー戦士 20年目の同窓会（2023年12月25日、CBCテレビ）

### テレビドラマ
- 美少女戦士セーラームーン（2003年 - 2004年、TBS） - 木野まこと / セーラージュピター 役
- ガチバカ!（2006年、TBS） - 牛島理恵 役
- チルドレン（2006年、WOWOW） - おおたちか 役
- だめんず・うぉ〜か〜（2006年、テレビ朝日）
- サラリーマン金太郎（2008年、テレビ朝日） - 岩下恵 役
- ダブルス〜二人の刑事（2013年、テレビ朝日） - 益本 役
- 警視庁捜査一課9係 season8（2013年、テレビ朝日） - 百武十和子 役
- 人は見た目が100パーセント（2017年4 - 6月、フジテレビ） - 河合景子 役
- 巨悪は眠らせない 特捜検事の標的（2017年10月4日、テレビ東京） - 財部真理子 役
- 健康で文化的な最低限度の生活（2018年7月17日 - 9月18日、関西テレビ） - 南英里佳 役
- 今野敏サスペンス 機捜235（2020年4月24日、テレビ東京） - 佐野亜里沙 役[43]
- 今野敏サスペンス 機捜235Ⅱ（2021年7月19日、テレビ東京） - 佐野亜里沙 役

### テレビアニメ
- へうげもの（2011年、NHK BSプレミアム） - 子ども 役

### 映画
- めぐみへの誓い（2021年2月19日公開） - 田口八重子 役

### ネット配信
- 青木隆治のエンタメまるっとLIVE（NOTTV）

## 書籍

### 専属ファッション誌
- SEVENTEEN（集英社、2002年10月 - 2006年11月）
- non-no（集英社、2006年12月 - 2007年11月）
- CanCam（小学館、2007年10月 - 2014年4月）
- AneCan（小学館、2014年6月 - 2016年12月）

### 掲載ファッション誌
- Oggi
- 美的[44]
- MAQUIA
- BAILA
- SHe[45]

### 写真集
- Mew（2019年3月13日、ワニブックス、撮影：曽根将樹）ISBN 978-4847081972[15]